# Krister Bringéus
Nils Krister Bringéus, född 7 september 1954 i Lunds domkyrkoförsamling i Malmöhus län, är en svensk före detta diplomat.

## Biografi
Bringéus gjorde värnplikten vid Tolkskolan och studerade vid Université Paul Cézanne Aix-Marseille III 1973–1974, varefter han avlade filosofie kandidat-examen vid Stockholms universitet 1976 och juris kandidat-examen vid Uppsala universitet 1979. Han tjänstgjorde vid ambassaden i Moskva 1975–1976 och var kanslisekreterare vid Utrikesdepartementet 1979–1980. Han var ambassadsekreterare vid ambassaden i Pyongyang 1980–1981 och vid ambassaden i London 1981–1984, varpå han var förste ambassadsekreterare vid ambassaden i Moskva 1984–1987. Åren 1987–1990 var han departementssekreterare vid Personalavdelningen i Utrikesdepartementet, varefter han var förste ambassadsekreterare vid ambassaden i Bonn 1990–1992 och ambassadråd vid ambassaden i Washington 1992–1997. Han var departementsråd vid Enheten för europeisk säkerhetspolitik i Utrikesdepartementet 1997–2002, först som biträdande chef 1997–1998 och därefter som chef för enheten 1998–2002.
Därefter var Bringéus chef för Sveriges delegation vid Organisationen för säkerhet och samarbete i Europa i Wien 2002–2007, ambassadör vid ambassaden i Belgrad 2007–2010, och Senior Civilian Representative i Mazar-e Sharif 2010–2011 med ansvar för den övergripande politiska ledningen samt svensk civil verksamhet i området. Han var från 2011 ambassadör för Arktis-frågor vid Utrikesdepartementet och var 2015–2016 särskild utredare av Sveriges försvars- och säkerhetspolitiska samarbeten. Efter att ha varit ambassadör för nordiska frågor i Enheten för Europeiska unionen vid Utrikesdepartementet 2017–2018 var Bringéus ambassadör vid ambassaden i Oslo från november 2018 till och med 2020.
Krister Bringéus invaldes som ledamot av Kungliga Krigsvetenskapsakademien 2000.
Krister Bringéus är son till professor Nils-Arvid Bringéus och filosofie doktor Gundis Bringéus (född Lindahl). Han var tidigare gift med Veronika Bard (tidigare Veronika Bard-Bringéus).

### Utmärkelser
- Storkors av Norska förtjänstorden (25 september 2020)[11]